# يعقوب يتصارع مع الملاك
يعقوب يتصارع مع الملاك، هي قصة كتابية تظهر في سفر التكوين الإصحاح 12. وبعد أن أرسل يعقوب رسلاً بالقرابين لأخيه عيسو، واصل رحلته، وقام ليلاً، ونقل كل بيته وعائلته. ممتلكاته عبر ممر يابوك.وبعد نقل جميع ممتلكاته، عاد يعقوب مرة أخرى نحو النهر الثاني من أجل نقل الجرار التي تركت هناك.ولكن هناك، عندما ترك وحده، قوبل بمفاجأة: بدأ رجل ما في وصارعه حتى الفجر، والآيات ليست واضحة خصوصًا، ومكتوبة بطريقة غامضة، ولا يتضح من الأبيات ما هي نهاية الصراع.

## محتوى القصة
22 ثم قام في تلك الليلة وصحب معه زوجتيه وجاريتيه وأولاده الأحد عشر، وعبر بهم مخاضة يبوق، 23 ولما أجازهم وكل ماله عبر الوادي، 24 وبقي وحده، صارعه إنسان حتى مطلع الفجر. 25 وعندما رأى أنه لم يتغلب على يعقوب، ضربه على حق فخذه، فانخلع مفصل فخذ يعقوب في مصارعته معه. 26 وقال له: «أطلقني، فقد طلع الفجر». فأجابه يعقوب: «لا أطلقك حتى تباركني». 27 فسأله: «ما اسمك؟» فأجاب: «يعقوب». 28 فقال: «لا يدعى اسمك فيما بعد يعقوب، بل إسرائيل (ومعناه: يجاهد مع الله)، لأنك جاهدت مع الله والناس وقدرت». 29 فسأله يعقوب: «أخبرني ما اسمك؟» فقال: «لماذا تسأل عن اسمي؟» وباركه هناك.30 ودعا يعقوب اسم المكان فنيئيل (ومعناه: وجه الله) إذ قال: «لأني شاهدت الله وجها لوجه وبقيت حيا».

## التعليقات حول القصة
لماذا كان يعقوب وحده؟
يستشهد التلمود 2 بتعاليم الحاخام إليعازر : لقد أحضر يعقوب كل ممتلكاته عبر النهر، لكنه لاحظ بعد ذلك أن بعض الأباريق الصغيرة (ليست ذات قيمة كبيرة) مفقودة. ومع ذلك، لم يكن يريد أن يترك حتى أولئك وراءه، لذلك عاد من أجلهم. وهناك واجهه الرجل. لماذا لم يتجاهل جاكوب هذه العناصر التي تبدو غير مهمة؟ يقدم الحاخام إليعازار هذا التفسير: “الأبرار يعتبرون ممتلكاتهم أكثر قيمة من أنفسهم. لماذا؟ لأنهم لا يمدون أيديهم للسرقة». وبعبارة أخرى، فإنهم يكسبون كل قرش بأمانة، ولذلك فهو مهم بالنسبة لهم. بطريقة أكثر روحانية،
بطريقة أكثر روحانية يشرح الأساتذة الحسيدية أن كل كائن فردي في عالمنا يحتوي على شرارة إلهية تنتظر ارتفاعه. يتعرف الصادق ( الشخص الصالح) على هذه الشرارة حتى في أدنى الأشياء، ولذلك فهو على استعداد للمخاطرة بحياته لحراسة تلك الشرارة والوصول بها إلى تحقيقها النهائي. يشير الحاخام شلومو لوريا، الماهرشال، إلى أن هذه الأباريق تحتوي على الزيت الذي خصصه يعقوب لدهن النصب التذكاري الذي أقامه قبل سنوات عديدة أثناء رحلته إلى حاران.
3 كان هذا زيتًا مقدسًا، فلم يشأيعقوب أن يتركه وراءه. 4 ومن المثير للاهتمام أن هذه الأباريق قد تكون مرتبطة بمعجزة حانوكا. وبحسب تزيده لا ديريش، " قال الرب ليعقوب: لقد خاطرت بحياتك من أجل جرة صغيرة من الزيت من أجلي. وأكافئ نسلك الحشمونيين في المقابل عندما تحدث لهم معجزة بجرة زيت صغيرة.

## سبب صعوبة تحديد هوية الرجل الذي صارع يعقوب
في أماكن أخرى يُطلق على الملائكة اسم إلوهيم (عادةً "إله" أو "آلهة"؛ تكوين 6: 2 ؛ أيوب ١: ٦ )، في كثير من الأحيان بيني إلوهيمأو بيني إليم (مضاءة " أبناء الآلهة") - بالمعنى العام لـ "الكائنات الإلهية". يُعرفون أيضًا باسم كيدوشيم (قدوشيم؛ "الكائنات المقدسة"؛ ملاحظة. 89:8 ؛ أيوب 5: 1 ). في كثير من الأحيان يُطلق على الملاك اسم "الإنسان". الكائن الغامض الذي تصارع مع يعقوب يُدعى أولاً إنساناً، ثم إلوهيم ( تك 32: 24 (25)، 28 (29)، 30 (31))، لكن هوشع يشير إليه أيضًا باسم مال آخ ( هوس. 12:5 ). ونتيجة لهذا التنوع، هناك بعض المقاطع التي ليس من المؤكد فيها ما إذا كان المقصود هو رسول بشري أم خارق. يتحدث الكتاب المقدس أيضًا عن مخلوقات مجنحة ذات طابع ملائكي تدعى الشاروبيم والسيرافيم، وتقوم بوظائف متنوعة. وهناك غموض آخر يرجع إلى حقيقة أن الكتاب المقدس لا يميز دائمًا بشكل واضح بين الله ورسوله.

## وصلات الخارجية
- مصارعة يعقوب مع الله – ما معنى ان يعقوب صارع الله؟ – ترجمة: مايكل عاطف